# Saturn (Rakete)

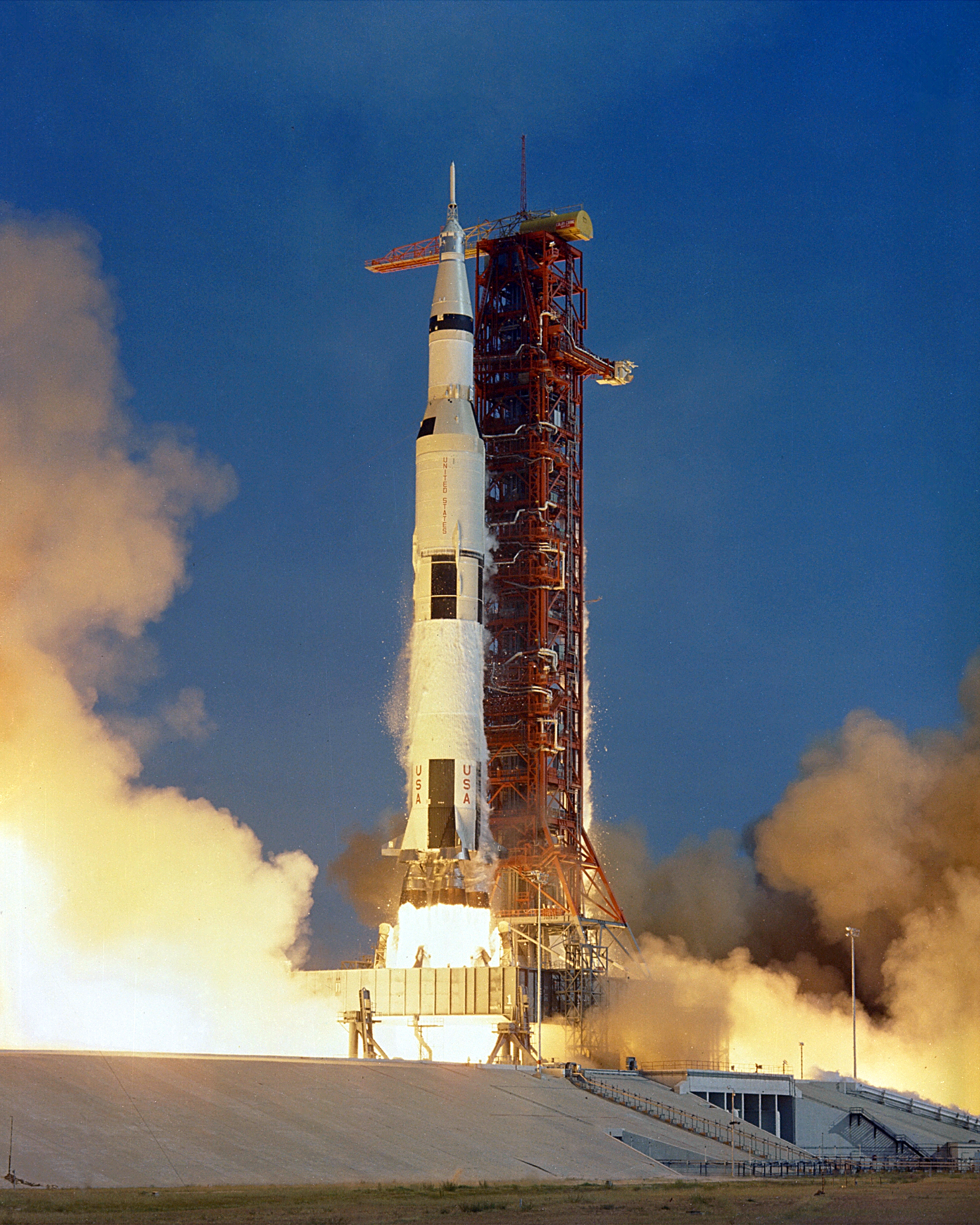
Saturn V beim Start der Mondmission Apollo 11

Die Familie der Saturn-Raketen gehört zu den leistungsstärksten Trägersystemen der Raumfahrt, die jemals gebaut wurden. Sie wurden für die US-amerikanische Raumfahrtbehörde NASA unter der Leitung des Raketeningenieurs Wernher von Braun im Rahmen des Apollo-Programms entwickelt.

## Bauarten
Im zweiten Halbjahr 1959 wurden verschiedene Möglichkeiten untersucht, wie eine neue, sehr starke Rakete zusammengesetzt sein könnte. Der Name Saturn stand dafür bereits fest.
Es gab drei prinzipielle Möglichkeiten, die mehr oder weniger auf existierenden Raketen basierten: Saturn A, Saturn B und Saturn C. Davon gab es noch acht Untertypen: A-1, A-2, B-1 und C-1 bis C-5. Das Entwicklungsteam entschied sich für die Variante C-5 und entwickelte parallel die Version C-1 weiter, die zwar nicht so leistungsfähig war, jedoch schneller zur Verfügung stehen würde. 1962 wurde entschieden, dass eine stärkere Version der C-1 benötigt werden würde, die C-1 B. 1963 wurde das C aus den Bezeichnungen gestrichen und die drei Raketen in Saturn I, Saturn IB und Saturn V umbenannt.
Das bekannteste und größte Mitglied der Familie, die Saturn V, wurde für die Mondlandungen benutzt und ist gleichzeitig eine der größten und stärksten Raketen, die je eingesetzt wurden. Sie bestand aus drei Stufen und trug an der Spitze das Apollo-Raumschiff, bestehend aus Mondlandefähre, Service- und Kommandomodul sowie der Apollo-Rettungsrakete (LES).
Innerhalb der Saturn-Raketenfamilie baute jeweils das nächstgrößere Modell auf der bereits für die Vorgängerversion entwickelten Technik auf und ersetzte einzelne Komponenten durch leistungsfähigere.

### Saturn I
Die Saturn I war das Grundmodell, das ursprünglich nur für Testflüge entwickelt wurde. Um Zeit und Entwicklungskosten zu sparen, bestand ihre erste Stufe (S-I genannt) im Zentrum aus einem Tank mit dem Durchmesser einer Jupiter-Rakete, der von acht Tanks umgeben wurde, die den Durchmesser von Redstone-Raketen hatten. Beide Raketentypen waren in den Jahren zuvor von Wernher von Braun für die US Army entwickelt worden. Der zentrale Tank wurde mit Sauerstoff befüllt, die ihn umgebenden Tanks mit geringerem Durchmesser jeweils abwechselnd mit Sauerstoff und der Kerosinart namens RP-1 (Rocket Propellant). Am unteren Ende der ersten Stufe befanden sich sehr große Stabilisierungsflossen. Die Stufe verwendete acht H-1-Triebwerke.
Die zweite Stufe (S-IV) war eine komplette Neuentwicklung. Erstmals wurde die hochenergetische, aber schwierig zu beherrschende Treibstoffkombination Wasserstoff/Sauerstoff (LH2/LOX) verwendet. Wie dies bei heutigen Raketen üblich ist, wurden die beiden Tanks durch einen gut isolierten Zwischenboden getrennt. Die Stufe verwendete das für die Centaur-Oberstufe der Atlas-Centaur vorgesehene Triebwerk RL10, weil das ursprünglich vorgesehene große J-2-Wasserstoff/Sauerstoff-Triebwerk noch in Entwicklung war. Wegen ihrer im Vergleich zur Centaur enormen Größe verwendete die S-IV-Stufe sechs RL10 anstatt nur zwei wie bei der damals geplanten Centaur.
Auf den ersten vier Flügen der Rakete (SA-1 bis SA-4) wurde die erste Stufe mit wassergefüllten Attrappen der zweiten und einer zusätzlichen dritten Stufe gestartet, in allen darauf folgenden Flügen flog sie mit aktiver zweiter und ohne dritte Stufe. Wider alle Erwartungen waren alle Flüge der Saturn I erfolgreich, so dass es bei den letzten Testflügen an der Rakete nichts mehr zu testen gab. Die letzten Flüge wurden daher als erste Testflüge der Apollo-Raumschiffe (ohne Servicemodule) sowie zum Transport der Pegasus-Satelliten in die Erdumlaufbahn genutzt. Dabei wurde das Apollo-Raumschiff oberhalb des Transportraumes der Pegasus-Satelliten montiert.
Die Saturn I konnte bis zu 9 t Nutzlast in eine niedrige Erdumlaufbahn von 185 km Höhe und 28° Bahnneigung bringen. Bei einem Transport zum Mond wären maximal 2,2 t Nutzlast möglich gewesen.

### Saturn IB
Die Saturn IB diente der Erprobung entweder des kompletten Apollo-Raumschiffs oder der Mondlandefähre in der Erdumlaufbahn. Dabei wurden die meisten Testflüge unbemannt durchgeführt. Aufgrund der zu geringen Nutzlastkapazität konnte mit der Saturn IB das Apollo-Raumschiff nicht zusammen mit der Mondlandefähre gestartet werden.
Die erste Stufe der Saturn IB (S-IB) war weitgehend mit der S-I-Erststufe der Saturn I identisch, jedoch hatte sich gezeigt, dass die sehr großen und schweren Stabilisierungsflossen überdimensioniert waren, weshalb sie durch kleinere und leichtere ersetzt wurden, um das Leergewicht der Stufe zu senken. Außerdem verwendete sie eine überarbeitete und stärkere Version der H-1-Triebwerke.
Die zweite Stufe (S-IVB) war eine stark modifizierte Version der S-IV-Zweitstufe der Saturn I. Sie wurde mit einer zusätzlichen Isolierung der Tanks als dritte Stufe der Saturn V verwendet. Der Durchmesser der Stufe stieg von 5,58 m bei der Saturn I auf 6,6 m bei der Saturn IB an. Außerdem war sie wesentlich länger, so dass sich der Treibstoffvorrat stark vergrößerte. Jetzt stand auch das neue, wesentlich stärkere J-2-Wasserstoff/Sauerstoff-Triebwerk zur Verfügung, von dem in jeder S-IVB-Stufe nur eines verwendet wurde.
Nach dem Abschluss des Apollo-Mondprogramms transportierte die Saturn IB noch drei Mal Astronauten zur Raumstation Skylab und startete ein Apollo-Raumschiff mit einem speziellen Kopplungsadapter für das Apollo-Sojus-Projekt.

### Saturn V
Die Saturn V war die dreistufige über 100 Meter hohe Trägerrakete für alle bemannten Mondflüge. Nach zwei unbemannten Testflügen wurde die Rakete für einsatzbereit erklärt, der erste bemannte Start wurde gleich dazu genutzt Apollo 8 Ende 1968 auf eine mehrtägige Reise zum Mond zu katapultieren. Bei ihrer zweiten bemannten Mission mit Apollo 9 wurde sie für die ersten Testmanöver der Mondfähre auf einen niedrigen Erdorbit (LEO) begrenzt. Es folgten acht weitere Flüge, jeweils bemannt zum Mond, danach wurden die Mondmissionen eingestellt. Beim letzten, dreizehnten Start einer Saturn V wurde die umgebaute dritte Stufe als Raumstation Skylab in den Erdorbit gebracht.
Entworfen wurde die Saturn V unter der Leitung von Wernher von Braun und Arthur Rudolph vom Marshall Space Flight Center zusammen mit Boeing, North American Aviation, Douglas Aircraft Company und IBM. Zwischen Dezember 1968 und Dezember 1972 brachten neun Saturn V insgesamt 24 Astronauten zum Mond, von denen zwölf den Mond betraten. Drei von diesen Astronauten flogen je zweimal zum Mond.
Die Saturn V konnte anfangs etwa 130 Tonnen Nutzlast in den LEO transportieren und bis zu 45 Tonnen Nutzlast auf einen translunaren Kurs mit einer Geschwindigkeit nahe an der Fluchtgeschwindigkeit beschleunigen. Im Verlaufe des Programms wurde durch strukturelle Optimierung der Antriebsstufen sowie durch schrittweise Verringerung der Treibstoffreserven zum Brennschluss die Nutzlast auf mehr als 140 Tonnen in den LEO und über 50 Tonnen in einen Translunarkurs erhöht.

#### S-IC-Stufe
Die erste Stufe der Saturn V, die S-IC, war eine komplette Neukonstruktion, die mit den Erststufen der Saturn I und IB außer der verwendeten Treibstoffkombination nichts gemeinsam hatte. Die Stufe hatte bei einer Länge von 42 m einen Durchmesser von 10 m. Mit einer Trockenmasse von 130 Tonnen war sie die bei weitem größte und schwerste Raketenstufe ihrer Zeit. Die Stufe ruhte auf einer 22 Tonnen schweren Schubstruktur, die den Schub der Triebwerke auf die Außenhülle der Rakete übertrug. Darüber befanden sich zwei durch eine Zwischensektion getrennte Tanks. Der untere Tank mit einem Volumen von 810,7 m³ wurde mit RP-1 (Rocket Propellant 1) gefüllt, der obere Tank mit einem Volumen von 1311,1 m³ enthielt flüssigen Sauerstoff (LOX). Die Sauerstoffleitungen liefen von oben auf geradem Weg durch den Treibstofftank zu den Triebwerken hindurch. Diese Bauweise stellte für die Designer der Stufe damals eine neue Herausforderung dar, da somit die Treibstoffleitungen aufwendig isoliert werden mussten, um das Einfrieren des Treibstoffes zu verhindern. Die Stufe verwendete fünf der neuen ebenfalls riesigen F-1-Triebwerke. Die Triebwerke waren in ihrem Schubgerüst so angeordnet wie die fünf Punkte auf einem Würfel, wobei die vier äußeren Triebwerke zur Steuerung schwenkbar waren. Um die Beschleunigung der Rakete nicht zu stark ansteigen zu lassen, wurde während des Fluges das mittlere F-1-Triebwerk 26 Sekunden vor Brennschluss der ersten Stufe abgeschaltet. Die S-IC wurde von Boeing in der Michoud Assembly Facility in New Orleans gebaut.
In jeder der vier Triebwerksabdeckungen am unteren Ende, auf denen die Stabilisierungsflossen montiert waren und die für einen besseren Luftstrom um die Triebwerke sorgten, befanden sich jeweils zwei kleine Feststoffraketen. Diese wurden bei der Stufentrennung gezündet und erzeugten einen Gesamtschub von 391 kN (Angabe für SA-503) entgegen der Flugrichtung, um die Stufe zu verzögern und damit eine größere Distanz zu den Triebwerken der zweiten Stufe zu gewährleisten.

#### S-II-Stufe
Die zweite Stufe (S-II), ebenfalls eine Neukonstruktion, besaß ebenfalls einen Durchmesser von 10 m und war 24,9 Meter hoch. Sie verwendete die Treibstoffkombination Wasserstoff (LH2)/Sauerstoff (LOX) und hatte einen Tank, der durch einen isolierten Zwischenboden in zwei Räume für die beiden Treibstoffkomponenten getrennt wurde. Dabei befand sich der Tank für den flüssigen Sauerstoff (LOX), die dichtere Komponente, unten. Der Wasserstofftank fasste 1000 m³ und der Sauerstofftank 331 m³. Die Stufe verwendete fünf J-2-Triebwerke, die genauso angebracht waren wie die Triebwerke der Erststufe. Die S-II wurde von North American Aviation’s Space Division in Kalifornien gebaut. Diese Stufe war mit der Erststufe S-IC über einen Zwischenring von gleichem Durchmesser verbunden. Dieser Zwischenring wurde erst nach der Zündung der Triebwerke der S-II abgeworfen, um eine Kollision mit diesen zu vermeiden. Angebracht auf dem Zwischenring befanden sich auf frühen Missionen entweder acht (Apollo 4) oder vier Feststoffraketentriebwerke (Apollo 6 bis Apollo 14). Diese Triebwerke wurden nach der Trennung von der ersten Stufe gezündet, um den Treibstoff vor der Zündung der zweiten Stufe in die Triebwerke zu drücken. Auf späteren Missionen verzichtete man auf diese Zusatztriebwerke, da Verbesserungen der Haupttriebwerke sie überflüssig machten.
Vier zusätzliche kleine Feststoffraketentriebwerke befanden sich auf dem kegelförmigen Adapter zwischen der zweiten und dritten Stufe, um wiederum diese voneinander zu trennen.
Die S-IC und S-II waren so groß, dass sie auf dem Seeweg vom Süden bzw. der Westküste der USA nach Florida transportiert werden mussten.

#### S-IVB-Stufe (500er Serie)
Die dritte Stufe der Saturn V war eine leichte Modifikation der S-IVB-Stufen (200er Serie), welche als zweite Stufe der Saturn IB verwendet wurden. Die Modifikationen beschränkten sich auf eine Änderung der Form des Zwischenstufen-Adapters sowie verstärkte Isolation innerhalb der Tanks, um die Verdampfung des Treibstoffes (flüssiger Wasserstoff) zu verlangsamen. Trotz dieser Isolation ließ man einen Teil des Treibstoffes durch ein Entlüftungssystem kontinuierlich entweichen um ein Bersten des Tanks durch Überdruck zu verhindern und chaotische Bewegungen der Raketenstufe durch Schwappen der Treibstoffe zu reduzieren.
Die S-IVB wurde von einem einzelnen J-2-Triebwerk angetrieben. Um die zweite Zündung des Triebwerks und den Flug zum Mond zu ermöglichen, war die Stufe zusätzlich mit einem System aus mit Helium gefüllten, kugelförmigen Hochdruckbehältern und zwei zusätzlichen Hilfstriebwerken ausgerüstet, welche mit ihrem Schub den Treibstoff auf den Tankboden drückten und somit für das J-2 verfügbar wurden. An der Spitze der Stufe befand sich die von IBM gebaute Instrumenteneinheit Instrument Unit (IU), in welcher Instrumente angebracht waren, die den Flugverlauf und die Funktionalität aller wichtigen Systeme (u. a. Status der Triebwerke) aufzeichneten und über eine Vielzahl von Radiokanälen an die Bodenstationen übermittelten. Die Instrumenteneinheit beherbergte auch den Launch vehicle digital computer (LVDC), dessen Programm die Rakete während des Fluges kontrollierte und für den korrekten Eintritt in die Mondtransferbahn sorgte. Die Stufe fasste 253,2 m³ Wasserstoff und 92,5 m³ Flüssigsauerstoff.
Für den Transport der S-IVB setzte die NASA eine von vier bei Boeing aus dem Transportflugzeug B-377 abgeleiteten
B-377SGT-201 Supper Guppy Turbine ein.
Zum Start der Raumstation Skylab wurden von einer modifizierten Saturn V einmalig nur die beiden ersten Stufen benutzt, um die zur Station umgebaute S-IVB-Stufe ins All zu bringen.

### Ablauf der Mondmission

#### S-IC-Sequenz
Die Apollo-Missionen begannen ihre Reise zum Mond vom Startkomplex 39 des John-F.-Kennedy-Space-Centers. Nach dem Start brannte die erste Stufe der Saturn V für 2,5 Minuten und brachte die Rakete so auf eine Höhe von 61 km. Die Geschwindigkeit betrug bei Brennschluss etwa 2300 m/s (ca. 8280 km/h). In diesen 2,5 Minuten wurden etwa 2000 t Treibstoff verbrannt. Etwa 9 Minuten (T +530 Sekunden) nach dem Start stürzte die ausgebrannte erste Stufe in den Atlantik.

#### S-II-Sequenz
Unmittelbar nach dem Abwurf der ersten Stufe zündete die zweite, kurz darauf wurde der ringförmige Adapter abgeworfen, gefolgt von der Rettungsrakete an der Spitze der Rakete. Die S-II brannte für weitere 6 Minuten, dabei wurde das Mischungsverhältnis automatisch gesteuert, um das vorzeitige Aufbrauchen nur einer der beiden Komponenten zu vermeiden. Der Brennschluss erfolgte in etwa 185 km Höhe bei einer Geschwindigkeit von etwa 6800 m/s (ca. 24480 km/h) über dem westlichen Atlantik.

#### S-IVB-Sequenz

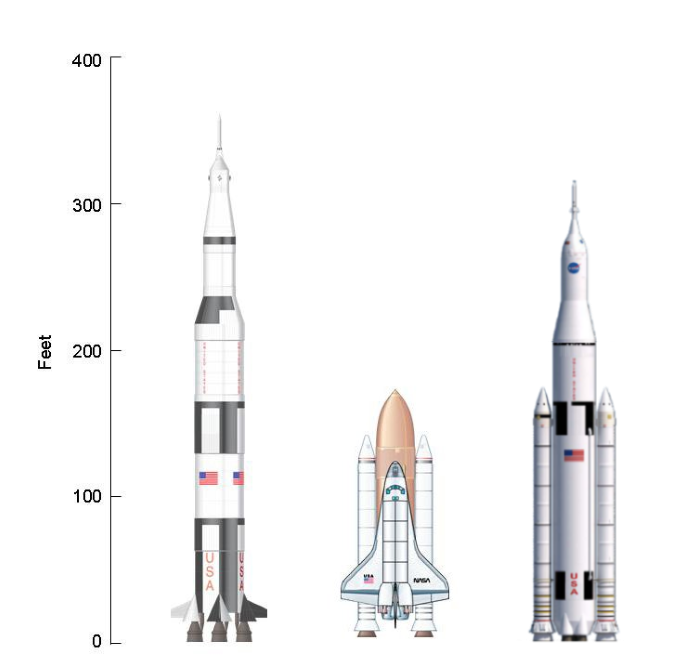
Größenvergleich: Saturn V, Space Shuttle und Space Launch System

Für weitere 2,5 Minuten übernahm nun die dritte Stufe den Antrieb. Sie brannte insgesamt bis 12 Minuten nach dem Start und wurde während der nächsten bis zu zweieinhalb Erdumrundungen nicht abgeworfen. Während dieser Zeit wurde das Raumschiff auf Funktionalität überprüft, bis das „Go“ für den Flug zum Mond gegeben werden konnte.
Die dritte Stufe wurde für den Start aus der Erdumlaufbahn in Richtung Mond noch einmal für mehr als 5 Minuten gezündet, nachdem ihr Triebwerk abgekühlt war und die Tanks wieder Nominaldruck aufwiesen. Nach dem Brennschluss war das Raumschiff auf einer Geschwindigkeit von 10,8 km/s (ca. 38880 km/h, etwas weniger als die Fluchtgeschwindigkeit) und auf Kurs zum Mond. Die genaue Geschwindigkeit hing von der Flugbahn ab und war für jede Mission unterschiedlich
Die Mondlandefähre, die während der ganzen Zwischenzeit im oberen Teil der dritten Stufe verweilte, wurde nun nach dem Abkoppeln des Apollo-Raumschiffs und dessen Drehung um 180° aus der Stufe gezogen.
Abschließend musste durch eine Kurzzündung des Triebwerks die dritte Stufe noch auf eine andere Bahn als das Apollo-Raumschiff gebracht werden, damit im Nachhinein keinerlei Kollisionsmöglichkeit gegeben war. Bis Apollo 12 wurde sie in einen solaren Orbit, ab Apollo 13 auf einen Kollisionskurs mit dem Mond gebracht. Der Einschlag wurde mit den von früheren Missionen aufgestellten Seismometern aufgezeichnet.

## Die Flüge der Saturn-Raketen
| Datum              | Typ        | Nummer         | Mission            | Bemerkung |
| ------------------ | ---------- | -------------- | ------------------ | --- |
| 27. Oktober 1961   | Saturn I   | SA-1           | SA-1               | suborbitaler Test für die erste Stufe: Mit Wasser gefüllter Dummy der zweiten Stufe wurde als Ballast mitgeführt.                                                         |
| 25. April 1962     | Saturn I   | SA-2           | SA-2 High Water I  | weiterer suborbitaler Testflug für die erste Stufe: Mit Wasser gefüllte zweite Stufe wurde in 105 km Höhe zur Explosion gebracht, um eine künstliche Wolke zu erzeugen.   |
| 16. November 1962  | Saturn I   | SA-3           | SA-3 High Water II | wie High Water I: künstliche Wolke in 167 km Höhe |
| 28. März 1963      | Saturn I   | SA-4           | SA-4               | weiterer suborbitaler Testflug für die erste Stufe, geplantes Abschalten eines Triebwerks, um zu testen, ob die anderen Triebwerke wie vorgesehen länger arbeiten         |
| 29. Januar 1964    | Saturn I   | SA-5           | SA-5               | erster Flug einer zweistufigen Saturn I in einen Orbit |
| 28. Mai 1964       | Saturn I   | SA-6           | A-101              | mit Dummy des Apollo-Raumschiffs |
| 18. September 1964 | Saturn I   | SA-7           | A-102              | mit Dummy des Apollo-Raumschiffs und Fluchtturm |
| 16. Februar 1965   | Saturn I   | SA-9           | A-103 Pegasus 1    | mit Dummy des Apollo-Raumschiffs und einem Pegasus-Satelliten |
| 25. Mai 1965       | Saturn I   | SA-8           | A-104 Pegasus 2    | mit Dummy des Apollo-Raumschiffs und einem Pegasus-Satelliten |
| 30. Juli 1965      | Saturn I   | SA-10          | A-105 Pegasus 3    | mit Dummy des Apollo-Raumschiffs und einem Pegasus-Satelliten |
| 26. Februar 1966   | Saturn IB  | SA-201         | AS-201             | erster Start der Saturn IB und eines Apollo-Raumschiffes, suborbital |
| 5. Juli 1966       | Saturn IB  | SA-203         | AS-203             | Test einer neuen Instrumenteneinheit und Wiederzündung der zweiten Stufe im Orbit, ohne Raumschiff                                                                        |
| 25. August 1966    | Saturn IB  | SA-202         | AS-202             | Test von Mehrfachzündungen des Apollo-Triebwerkes, suborbital |
| 27. Januar 1967    | kein Start | SA-204 geplant | Apollo 1           | Tödlicher Unfall bei Tests auf der Startrampe, die Mission wurde später als Apollo 1 bezeichnet                                                                           |
| 9. November 1967   | Saturn V   | SA-501         | Apollo 4           | erster Start der Saturn V mit einem unbemannten Apollo-Raumschiff, im Orbit                                                                                               |
| 22. Januar 1968    | Saturn IB  | SA-204         | Apollo 5           | erster Testflug der Mondlandefähre (unbemannt) |
| 4. April 1968      | Saturn V   | SA-502         | Apollo 6           | letzter unbemannter Testflug einer Saturn-Rakete mit einem Apollo-Raumschiff und einer Mondlandefähre, diverse Probleme (Pogo-Schwingungen, Ausfall von Triebwerken etc.) |
| 11. Oktober 1968   | Saturn IB  | SA-205         | Apollo 7           | erster Start der Saturn IB mit einem bemannten Apollo-Raumschiff (ohne Mondlandefähre), Test von Rendezvous-Manövern                                                      |
| 21. Dezember 1968  | Saturn V   | SA-503         | Apollo 8           | erster bemannter Start der Saturn V und der erste Flug von Menschen in den Mondorbit                                                                                      |
| 3. März 1969       | Saturn V   | SA-504         | Apollo 9           | Testflug im Erdorbit zur Erprobung von Rendezvous- und Andockmanövern von Apollo-Raumschiff und Mondlandefähre                                                            |
| 18. Mai 1969       | Saturn V   | SA-505         | Apollo 10          | Testflug der Mondlandefähre, bei dem Abstiegs-, Aufstiegs-, Rendezvous- und Andockmanöver im Mondorbit geprobt wurden                                                     |
| 16. Juli 1969      | Saturn V   | SA-506         | Apollo 11          | Erste bemannte Mondlandung – Ziel des Apollo-Saturn-Programmes erreicht                                                                                                   |
| 14. November 1969  | Saturn V   | SA-507         | Apollo 12          | zweite bemannte Mondlandung |
| 11. April 1970     | Saturn V   | SA-508         | Apollo 13          | geplante dritte Mondlandung. Die einzige nicht erfolgreiche Apollo-Mondmission                                                                                            |
| 31. Januar 1971    | Saturn V   | SA-509         | Apollo 14          | dritte bemannte Mondlandung |
| 26. Juli 1971      | Saturn V   | SA-510         | Apollo 15          | vierte bemannte Mondlandung, erstmals wurde ein Mondauto mitgenommen |
| 16. April 1972     | Saturn V   | SA-511         | Apollo 16          | fünfte bemannte Mondlandung |
| 7. Dezember 1972   | Saturn V   | SA-512         | Apollo 17          | sechste bemannte Mondlandung, bisher letzter Flug von Menschen zum Mond                                                                                                   |
| 14. Mai 1973       | Saturn V   | SA-513         | Skylab 1           | letzter Start der Saturn V (allerdings nur mit zwei aktiven Stufen), die zur Raumstation Skylab umgebaute dritte Stufe wurde unbemannt in die Erdumlaufbahn gebracht      |
| 25. Mai 1973       | Saturn IB  | SA-206         | Skylab 2           | erste Besatzung der Raumstation |
| 28. Juli 1973      | Saturn IB  | SA-207         | Skylab 3           | zweite Besatzung der Raumstation |
| 16. November 1973  | Saturn IB  | SA-208         | Skylab 4           | dritte und letzte Besatzung der Raumstation |
| 15. Juli 1975      | Saturn IB  | SA-210         | ASTP               | Apollo-Sojus-Projekt – letzter Start einer Saturn-Rakete |

## Das Ende

### Letzte Starts
Der letzte Start der Saturn V erfolgte am 14. Mai 1973, als die Raumstation Skylab in die Erdumlaufbahn gebracht wurde. Der letzte Start einer Saturn-I-B erfolgte am 15. Juli 1975 im Rahmen des Apollo-Sojus-Projekts.
Zum Ende des Apollo-Programms waren noch vier Saturn-IB-Raketen (SA-211 bis SA-214) und zwei Saturn-V-Raketen (SA-514 und SA-515) im Bau. Die betriebsbereite Rakete SA-209 war als Ersatz für das Apollo-Sojus-Projekt verwendet worden.
Drei Saturn-V-Raketen werden zurzeit ausgestellt, jedoch bestehen sie aus Teilen verschiedener Raketen, teils aus flugfähigen Stufen, teils aus Testexemplaren. Das einzige Ausstellungsstück, das vollständig aus flugtauglichen Modulen besteht, liegt seit 1977 in einem Museumsgebäude innerhalb des Lyndon B. Johnson Space Center in Houston. Sie gehört inzwischen dem National Air and Space Museum.
Im Besucherzentrum des Kennedy Space Center sind eine Saturn IB und eine Saturn V ausgestellt. Die Saturn IB ist die SA-209, wobei eine Attrappe des Apollo-Raumschiffes (Facility Verification Vehicle) aufgesetzt wurde, die bis 1968 zur Überprüfung von Vorrichtungen und Abläufen Verwendung fand. Die erste Stufe der Saturn V ist ebenfalls ein Testexemplar, die zweite und die dritte Stufe dagegen stammen von der SA-514, die für Apollo 18 geplant war.
Eine dritte Saturn V (Dynamic Test Vehicle, SA-500 D) steht im U.S. Space & Rocket Center am Marshall Space Flight Center in Huntsville (Alabama). Die drei Stufen des SA-500 D wurden dort für Testzündungen verwendet.

### Verbleib der Saturn-Raketen
| Nr.    | Typ       | Verwendungszweck (geplant) | Verbleib der Saturn |
| ------ | --------- | -------------------------- | --- |
| SA-209 | Saturn IB | für Skylab-Rescue-Mission  | Kennedy Space Center |
| SA-211 | Saturn IB | –                          | 1. Stufe: Alabama Welcome Center bei Ardmore |
| SA-212 | Saturn IB | –                          | – (2. Stufe zu Skylab umgebaut) |
| SA-213 | Saturn IB | –                          | – (nur 1. Stufe gebaut) |
| SA-214 | Saturn IB | –                          | – (nur 1. Stufe gebaut) |
| SA-513 | Saturn V  | 1. und 2. Stufe für Skylab | 3. Stufe: Lyndon B. Johnson Space Center |
| SA-514 | Saturn V  | (für Apollo 18)            | 1. Stufe: Lyndon B. Johnson Space Center 2. und 3. Stufe: Kennedy Space Center |
| SA-515 | Saturn V  | (für Apollo 19)            | 1. Stufe: bis Juni 2016: Michoud Assembly Facility, 1. Stufe: seitdem: John C. Stennis Space Center 2. Stufe: Lyndon B. Johnson Space Center 3. Stufe: National Air and Space Museum |

Ein J-2-Triebwerk der zweiten Stufe der Saturn-V steht im Mensa-Foyer der Hochschule Mittweida.

## Technische Daten
| Typ       | Stufen | Höhe             | Durchmesser      | max. Nutzlast | Startmasse | Startschub | Einsatz |
| --------- | ------ | ---------------- | ---------------- | ------------- | ---------- | ---------- | ------- |
| Saturn I  | 2      | 57,9 m / 37,7 m  | 6,55 m / 5,58 m  | 9 t           | 512,0 t    | 06622 kN   | 1961–65 |
| Saturn IB | 2      | 68,0 m / 43,0 m  | 6,60 m           | 18 t          | 588,0 t    | 07126 kN   | 1966–75 |
| Saturn V  | 3      | 110,6 m / 85,0 m | 10,06 m / 6,60 m | 120 t 140 t   | 2934,8 t   | 33851 kN   | 1967–73 |

Höhe angegeben mit und ohne Apollo-Raumschiff. Nutzlast bezieht sich auf die Nutzlast in einem Low Earth Orbit (LEO).

### SaturnI
| Stufe    | Länge × Durchmesser | Triebwerke | Treibstoff              | Hersteller               |
| -------- | ------------------- | ---------- | ----------------------- | ------------------------ |
| 1 (S-IB) | 24,5 m × 6,53 m     | 8 × H-1    | RP-1, Sauerstoff        | Chrysler                 |
| 2 (S-IV) | 10,0 m × 5,58 m     | 6 × RL10   | Wasserstoff, Sauerstoff | Douglas Aircraft Company |

Die Gesamthöhe von 50 m ergibt sich aus zusätzlichen Stufenadaptern – unter anderem für die Parkbucht, die von den Pegasus-Satelliten genutzt wurde – sowie dem Apollo-Mutterschiff einschließlich der Apollo-Rettungsrakete.

### SaturnIB
| Stufe     | Länge × Durchmesser | Triebwerke | Treibstoff              | Hersteller               |
| --------- | ------------------- | ---------- | ----------------------- | ------------------------ |
| 1 (S-IB)  | 24,5 m × 6,53 m     | 8 × H-1    | RP-1, Sauerstoff        | Chrysler                 |
| 2 (S-IVB) | 18,0 m × 6,60 m     | 1 × J-2    | Wasserstoff, Sauerstoff | Douglas Aircraft Company |

Die Gesamthöhe von 68 m ergibt sich aus zusätzlichen Stufenadaptern – unter anderem für die Parkbucht des Lunar Module – sowie dem Apollo-Mutterschiff einschließlich der Apollo-Rettungsrakete.

### SaturnV
| Stufe     | Länge × Durchmesser | Triebwerke | Treibstoff              | Hersteller                    |
| --------- | ------------------- | ---------- | ----------------------- | ----------------------------- |
| 1 (S-IC)  | 42,0 m × 10,0 m     | 5 × F-1    | RP-1, Sauerstoff        | North American Rockwell (NAR) |
| 2 (S-II)  | 24,0 m × 10,0 m     | 5 × J-2    | Wasserstoff, Sauerstoff | North American Aviation       |
| 3 (S-IVB) | 17,2 m × 06,6 m     | 1 × J-2    | Wasserstoff, Sauerstoff | Douglas Aircraft Company      |

Die Gesamthöhe von 110,6 m ergibt sich aus zusätzlichen Stufenadaptern – unter anderem für die Parkbucht des Lunar Module – sowie dem Apollo-Mutterschiff einschließlich der Apollo-Rettungsrakete.

## Trivia
Der Start einer Saturn V soll – nach der Explosion einer Atombombe – das am weitesten zu hörende menschengemachte Geräusch gewesen sein. Im etwa 18 Kilometer entfernten Titusville zerbrachen bei jedem Start Dutzende Scheiben, im Startbunker fiel Putz von der Decke.
44 Jahre nach der ersten Mondlandung ließ der Gründer von Amazon, Jeff Bezos, Teile von NASA-Raketen aus den 1960er und 1970er Jahren aus einer Tiefe von etwa 4300 Meter aus dem Atlantik bergen. Dazu gehörten auch Teile von zwei Raketenantrieben des Typs F-1.

## Galerie

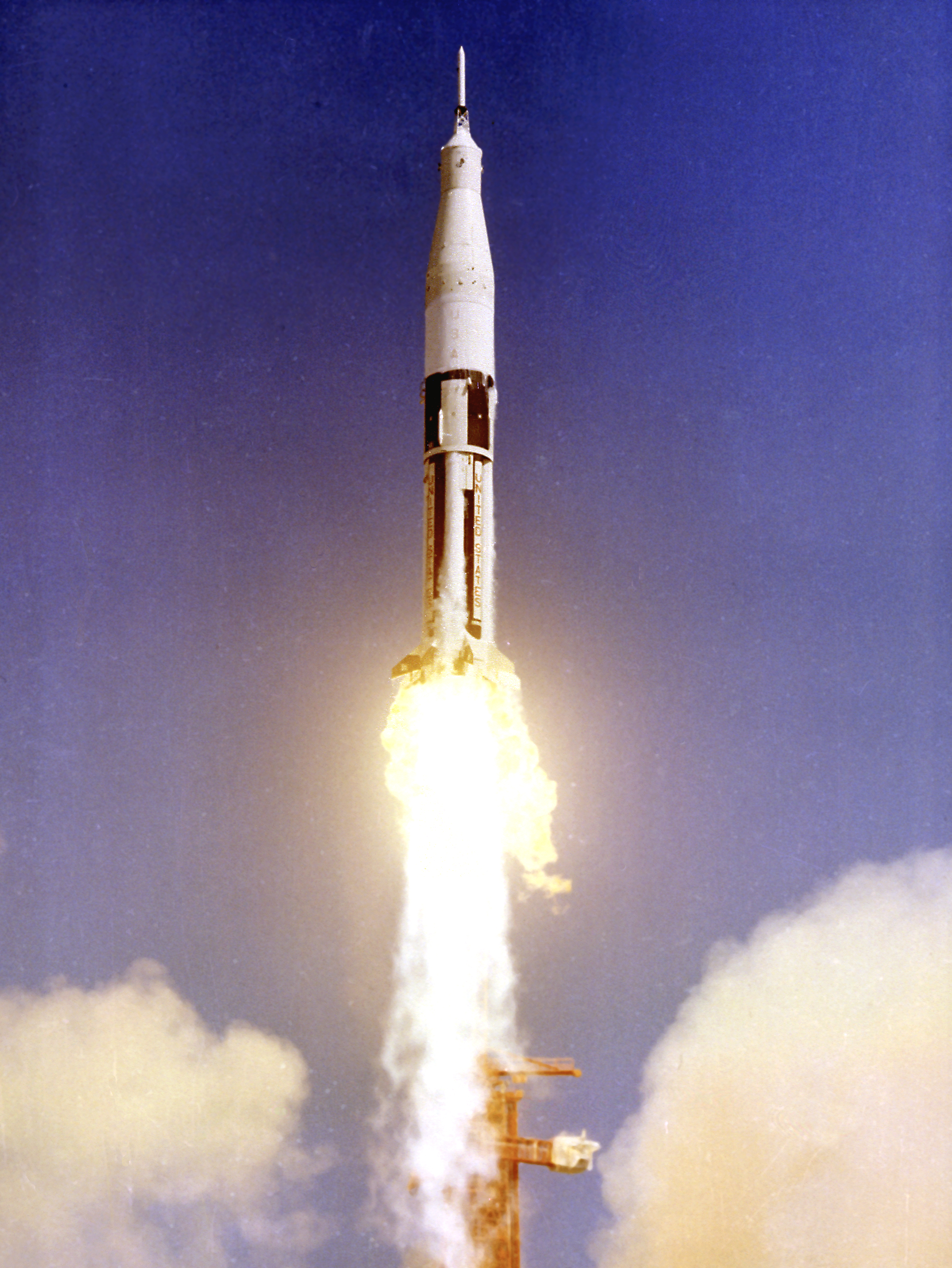
Start der ersten Saturn IB SA-201
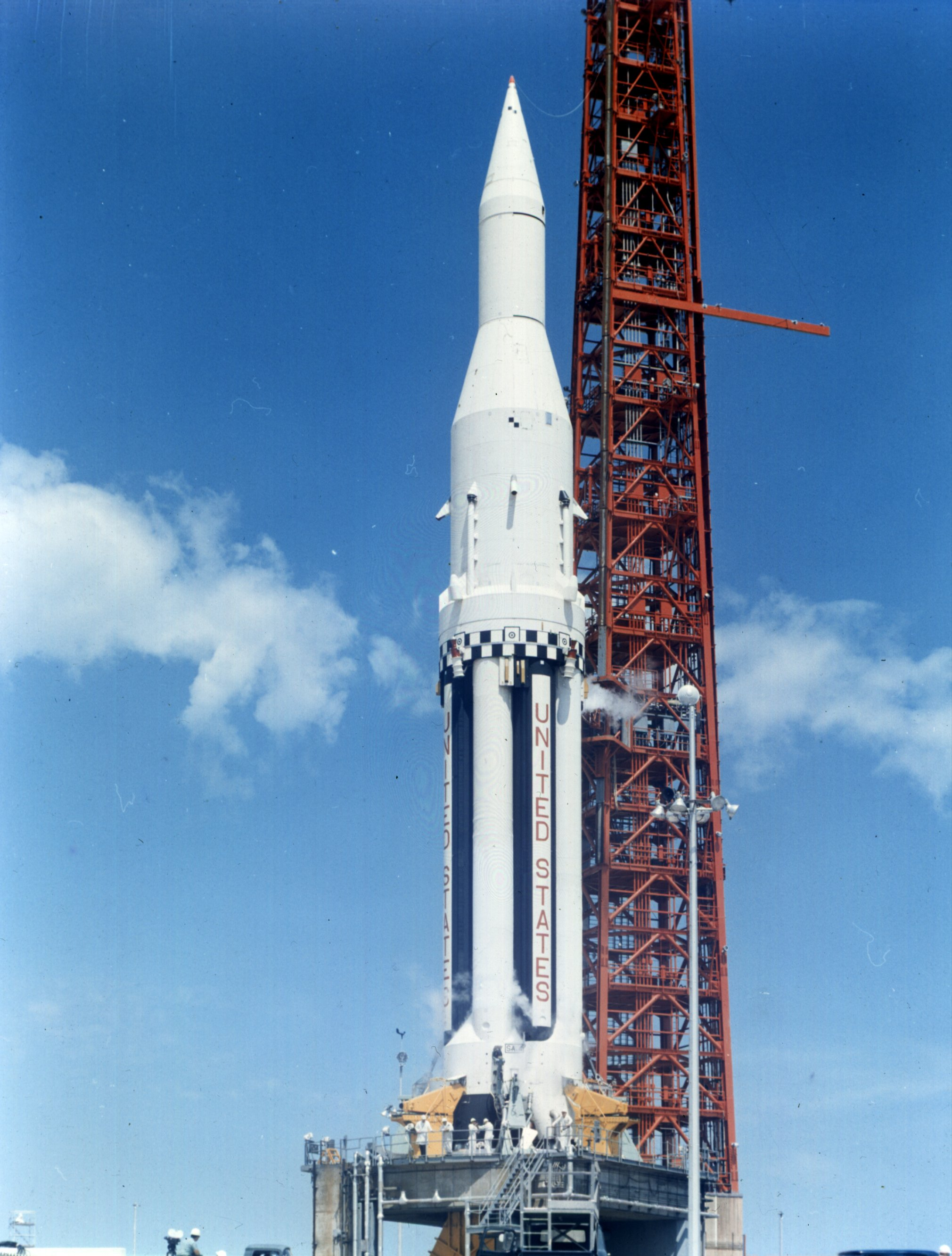
Saturn I SA-4 auf dem Startplatz
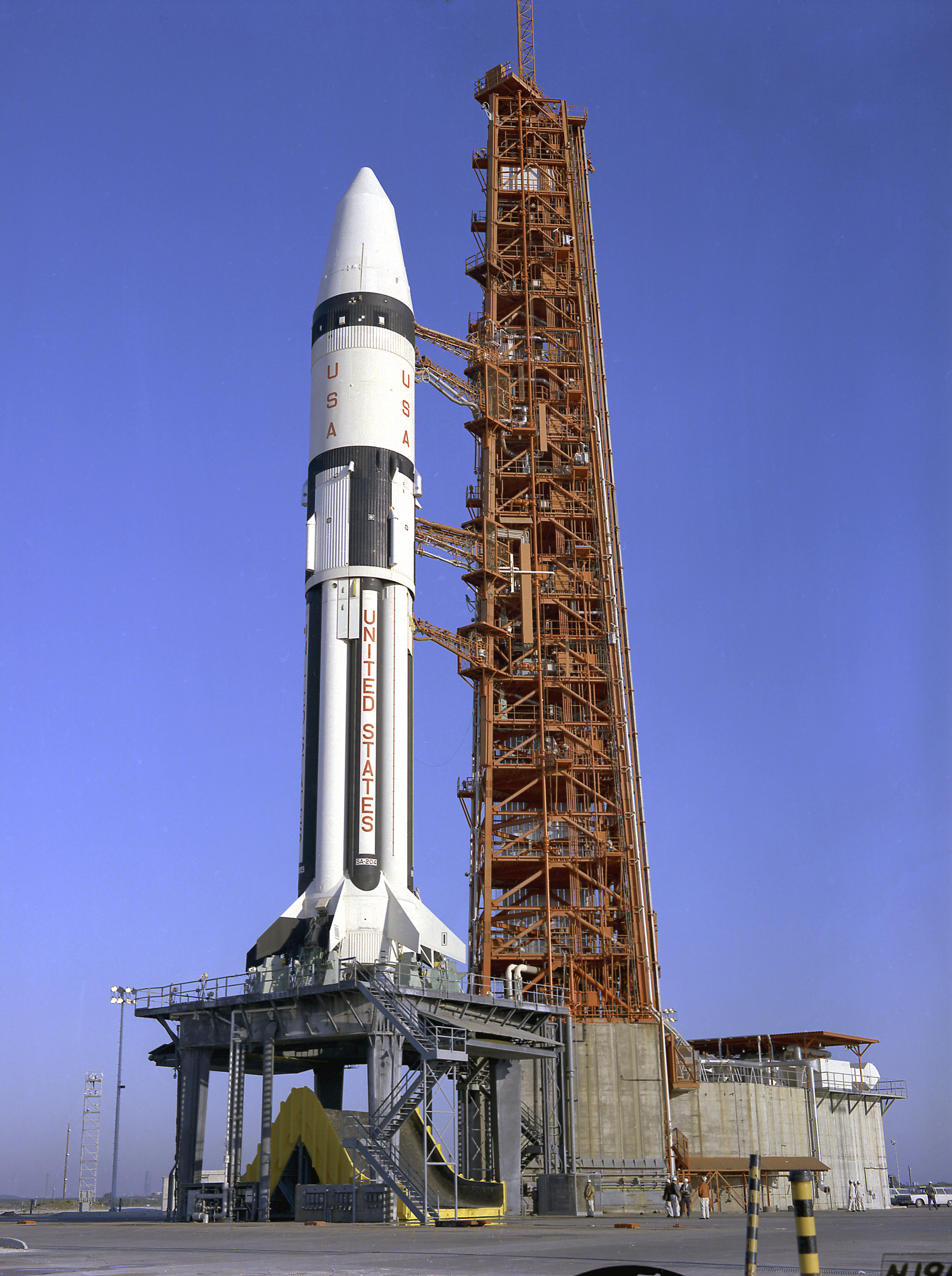
Startvorbereitungen der vierten Saturn IB SA-204
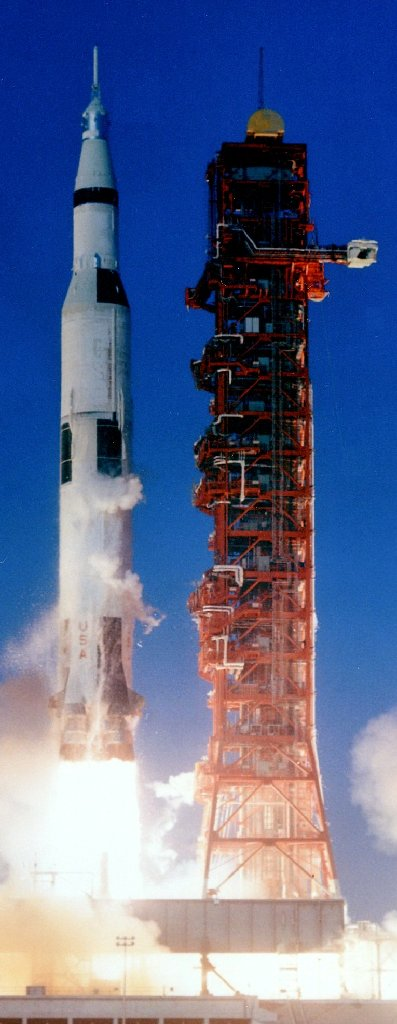
Start der Saturn V mit Apollo 8 an der Spitze
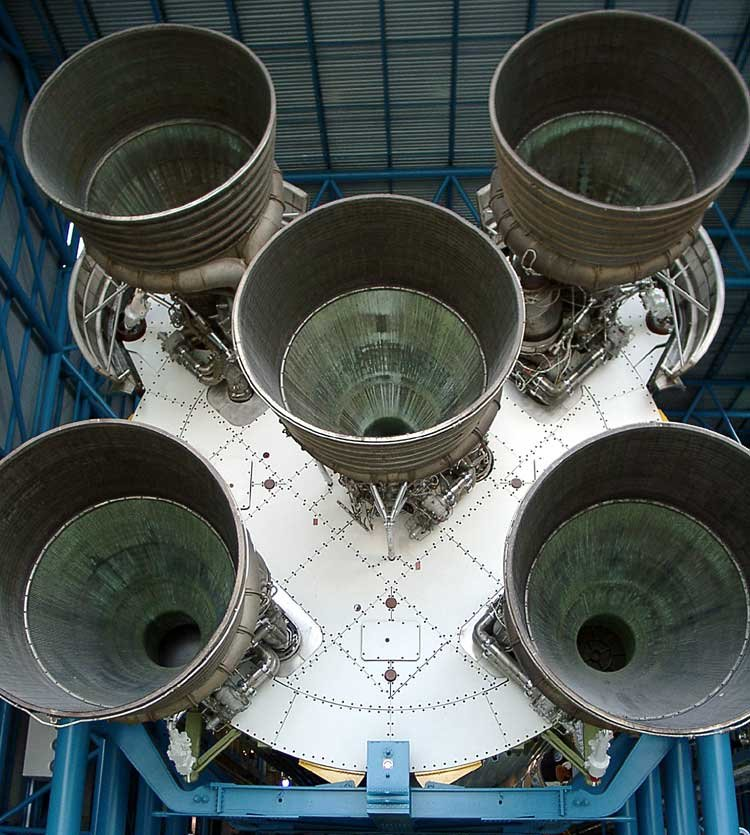
Saturn V im Kennedy Space Center – F-1-Triebwerke der ersten Stufe
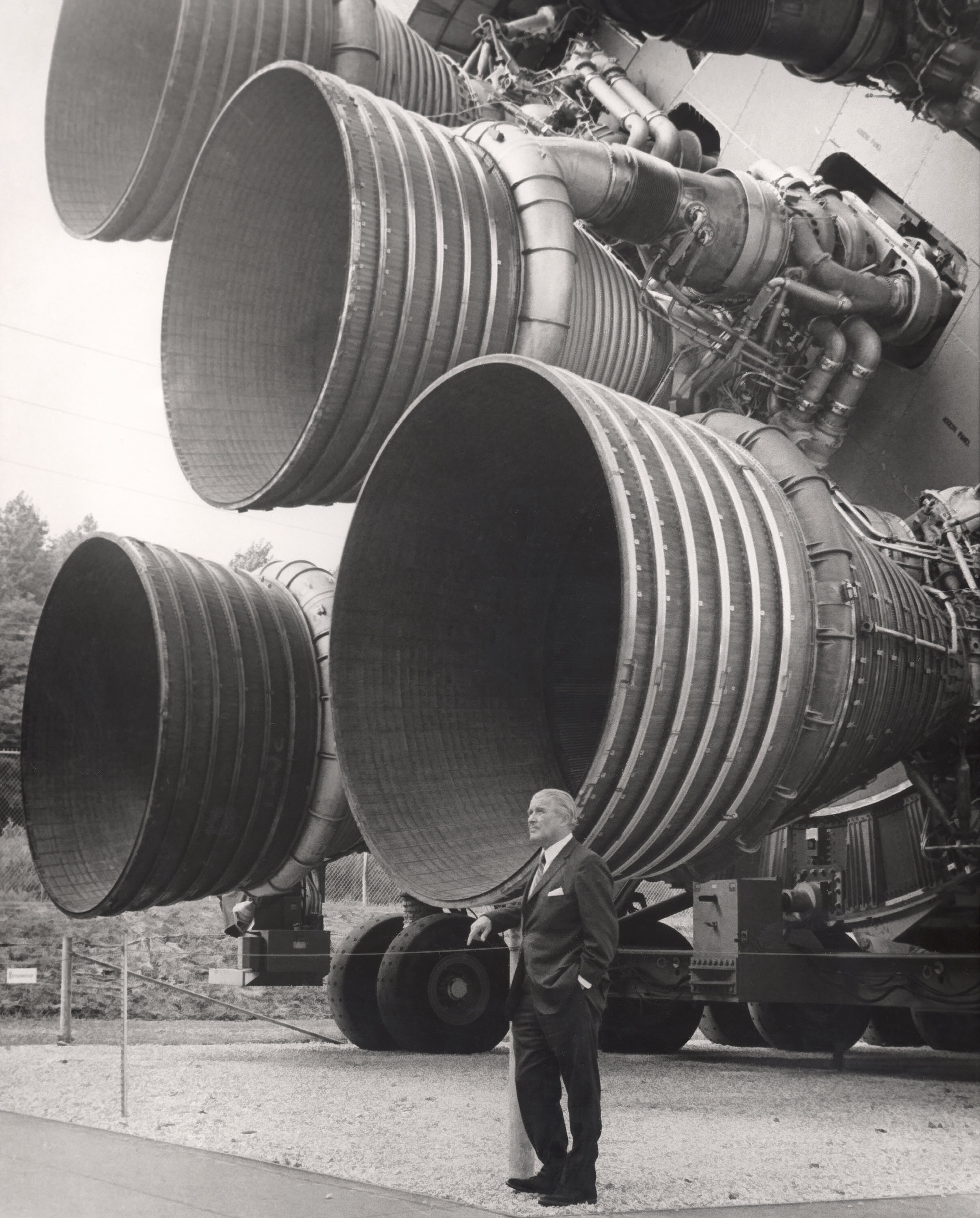
Saturn-V-Antrieb (erste Stufe S-IC) und Wernher von Braun
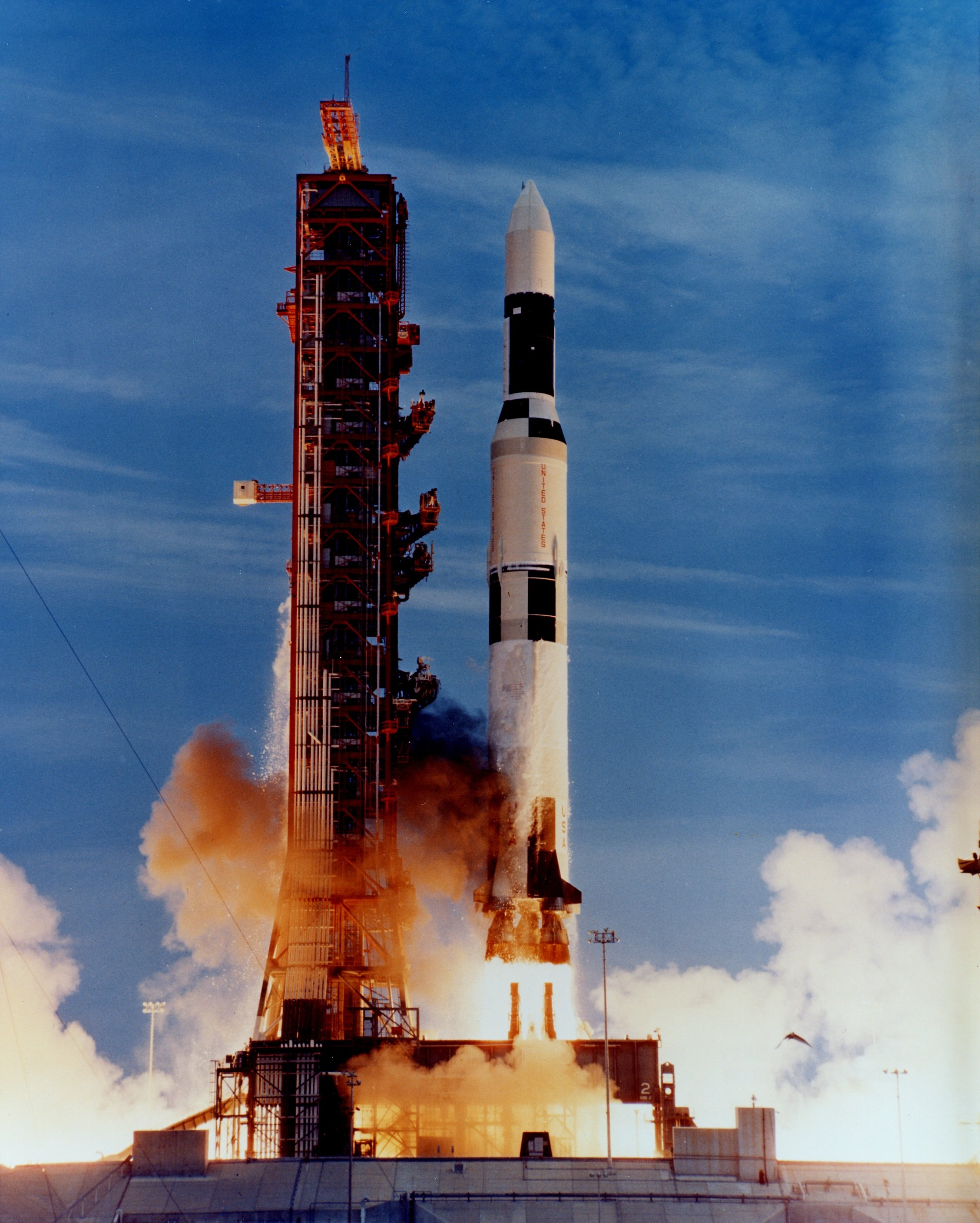
Eine Saturn V startete 1973 mit der Raumstation Skylab

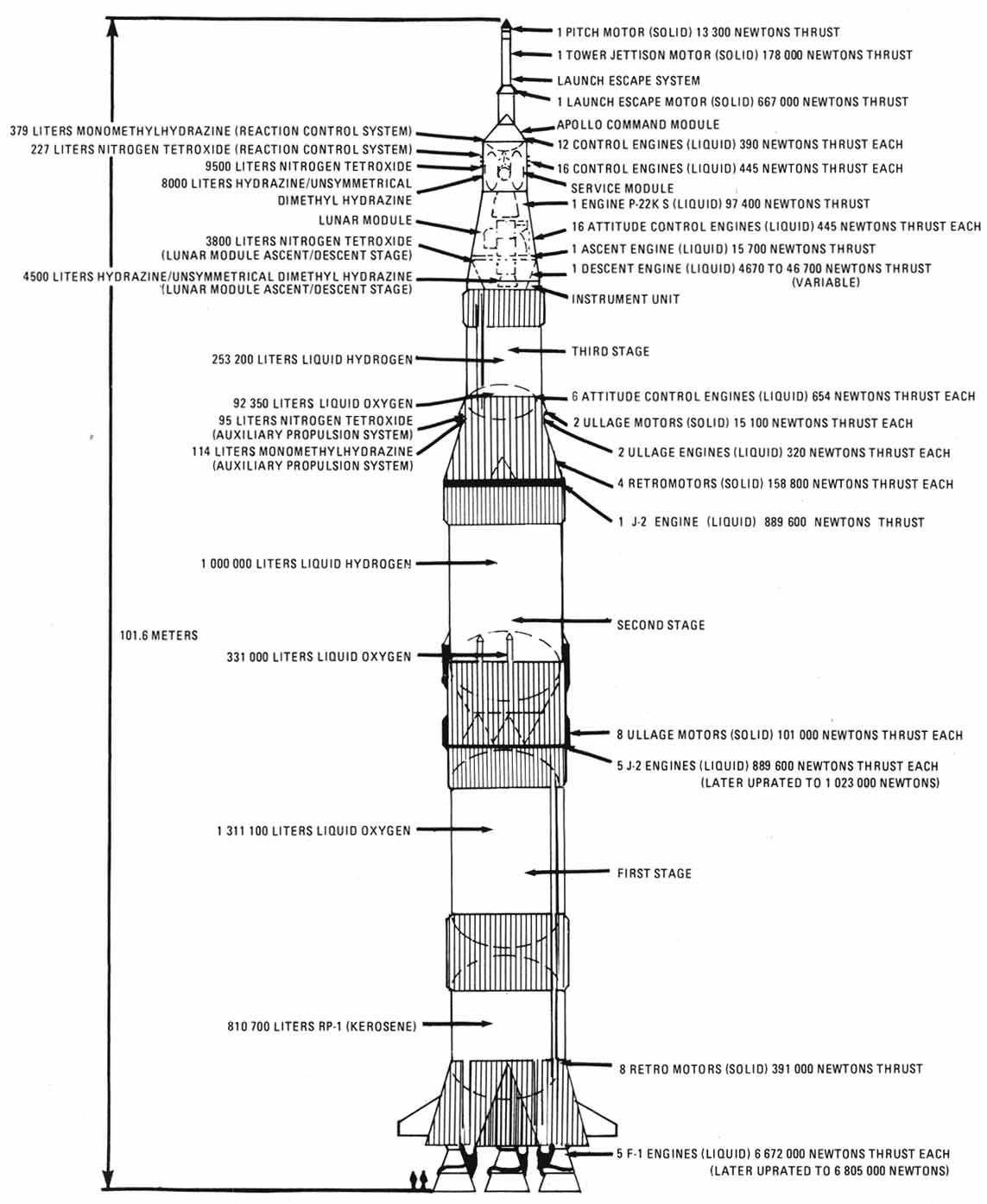
Schema der Saturn V mit Angabe der Tankvolumina (die Höhe wird fälschlicherweise mit 101,6 m statt mit 110,6 m angegeben)
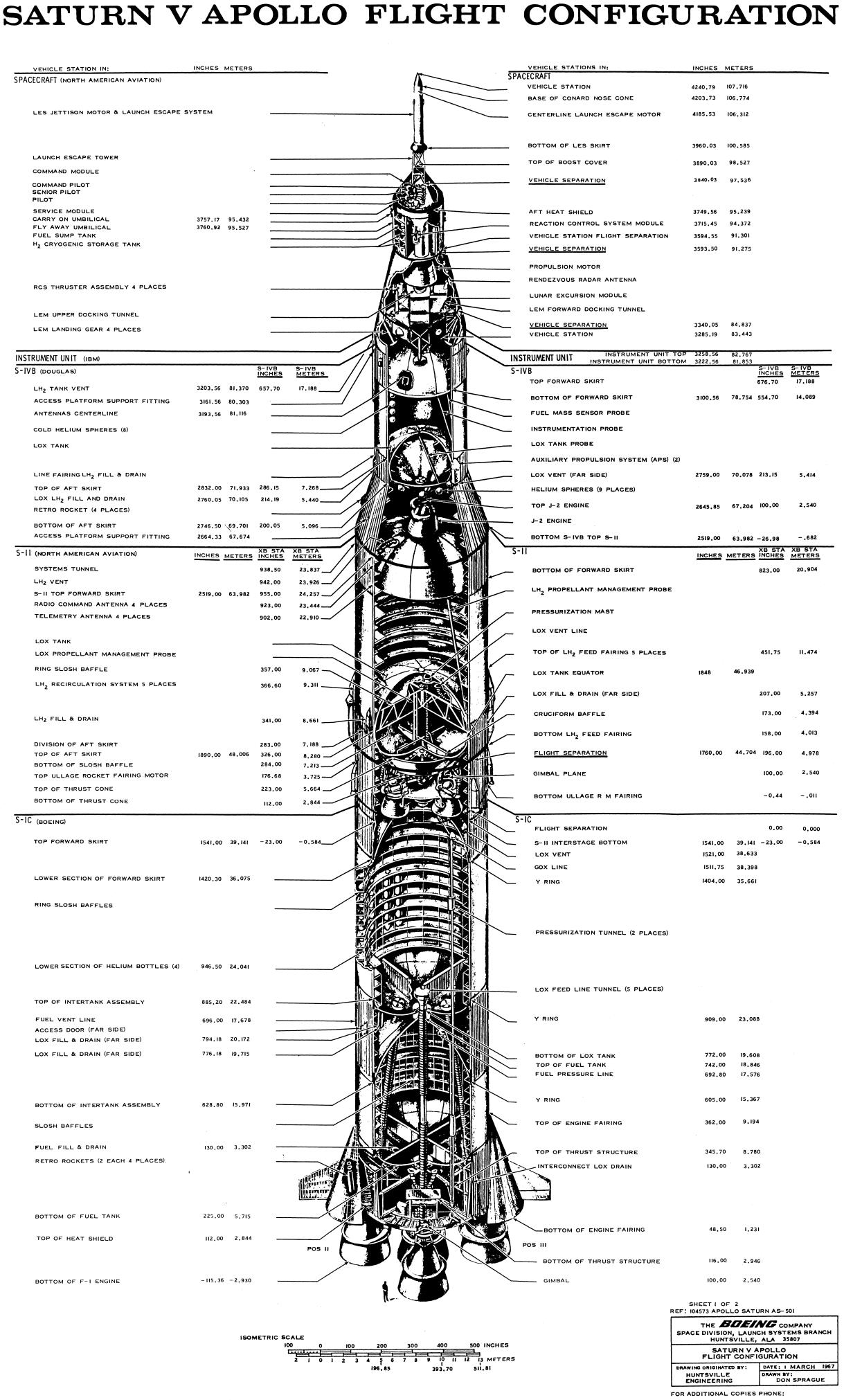
Saturn V – Apollo-Konfiguration (1967)
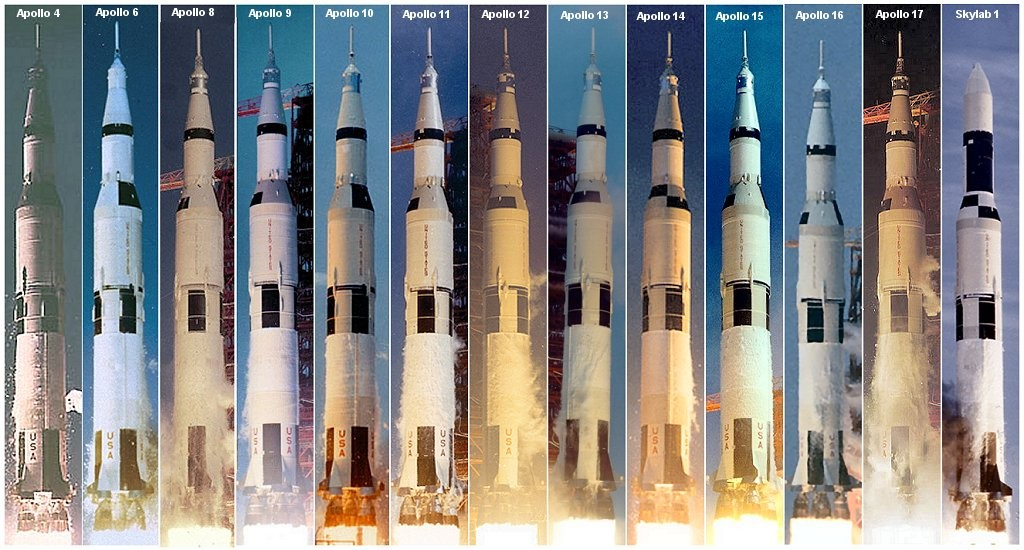
Alle Starts der Saturn-V-Raketen von 1967 bis 1973